# Kim Mjongvon
Kim Mjongvon (hangul: 김명원, handzsa: 金明元, RR: Kim Myong-won; Phenjan, 1983. július 15. –) észak-koreai válogatott labdarúgó.

## Pályafutása

### Klubcsapatban
2003 és 2011 között az Amnokkgang csapatában játszott, melynek színeiben 2006-ban és 2008-ban megnyerte az észak-koreai bajnokságot. 2011-ben Mongóliába igazolt az FC Ulánbátor csapatához.  

### A válogatottban
2003 és 2010 között 13 alkalommal játszott az észak-koreai válogatottban és 1 gólt szerzett Részt vett a 2010-es világbajnokságon, de nem lépett pályára egyetlen mérkőzésen sem.